# Israel Puerto
Israel Puerto Pineda (Sevilla, 15 juni 1993) is een Spaans voetballer die bij voorkeur als centrale verdediger speelt. Hij verruilde in maart 2015 Villarreal CF voor CD Lugo.

## Clubcarrière
Puerto komt uit de jeugdopleiding van Sevilla FC. Op 10 maart 2013 scoorde hij twee doelpunten voor Sevilla Atlético tegen Arroyo CP. Op 28 april 2013 debuteerde hij in het eerste elftal van Sevilla, tegen Real Valladolid. Hij viel drie minuten voor tijd in voor José Antonio Reyes.